# Duyên Thụ
Duyên Thụ (chữ Hán: 延綬; 1670 - 1715), Ái Tân Giác La, là một Tông thất của nhà Thanh trong lịch sử Trung Quốc.

## Cuộc đời
Duyên Thụ được sinh ra vào giờ Dần, ngày 18 tháng 10 (âm lịch) năm Khang Hi thứ 9 (1670), trong gia tộc Ái Tân Giác La. Ông là con trai thứ hai của Ôn Lương Quận vương Mãnh Nga, và là em trai ruột của Ôn Ai Quận vương Phật Vĩnh Huệ. Mẹ ông là Kế Phúc tấn Qua Nhĩ Giai thị (瓜爾佳氏). Năm Khang Hi thứ 17 (1678), vì anh trai của ông qua đời khi còn nhỏ nên ông được tập tước Ôn Quận vương (温郡王) đời thứ 3, vẫn giữ nguyên tước Quận vương. Năm thứ 37 (1698), tháng 4, vì phạm lỗi mà ông bị hàng tước Bối lặc. Năm thứ 54 (1715), ngày 10 tháng 6 (âm lịch), buổi trưa, ông qua đời, thọ 46 tuổi.

## Gia quyến

### Thê thiếp
- Nguyên phối: Nạp Lan thị (納喇氏), con gái của Đại học sĩ Nạp Lan Minh Châu.
- Kế thất: Y Nhĩ Căn Giác La thị (伊爾根覺羅氏), con gái của Đầu đẳng Thị vệ Nhã Nhĩ (雅爾).
- Thứ Phu nhân: 
  - Giang thị (江氏), con gái của Giang Chính Tuyết (江正雪).
  - Hạng thị (項氏), con gái của Hạng Hưng Long (項興隆).
  - Hạo thị (浩氏), con gái của Hạo Văn Hưng (浩文興).
  - Triệu thị (趙氏), con gái của Cát Nhĩ Tát (噶爾薩).
  - Tiền thị (錢氏), con gái của Tiền Quốc Tuấn (錢國俊).
  - Cao thị (高氏), con gái của Cao Tái (高載).
- Thứ thiếp: 
  - Nạp Lan thị (納喇氏), con gái của Ni Nhã Hán (尼雅漢).
  - Hưng thị (興氏), con gái của Võ Cách (武格).
  - Thôi thị (崔氏), con gái của Phúc Lộc (福祿).

### Con trai
1. Quỹ Huệ (揆惠; 1688 - 1734), mẹ là Thứ Phu nhân Giang thị. Năm 1715 được tập tước Ôn Quận vương (温郡王) và được phong Phụng ân Phụ quốc công (奉恩輔國公). Năm 1723 bị cách tước. Có sáu con trai.
2. Quỹ Lương (揆良; 1694 - 1742), mẹ là Thứ Phu nhân Triệu thị. Được phong làm Phụng ân Tướng quân (奉恩將軍). Có bảy con trai.
3. Quỹ Thụ (揆受; 1694 - 1718), mẹ là Thứ Phu nhân Tiền thị. Có một con trai.
4. Anh Vĩnh (英永; 1694 - 1695), mẹ là Thứ Phu nhân Triệu thị. Chết yểu.
5. Trí Vĩnh (智永; 1696 - 1705), mẹ là Thứ Phu nhân Cao thị. Chết yểu.
6. Quỹ Chí (揆至; 1698 - 1721), mẹ là Thứ Phu nhân Triệu thị. Có một con trai.
7. Ngọc Hàn (玉翰; 1698 - 1699), mẹ là Thứ Phu nhân Hạng thị. Chết yểu.
8. Quỹ Tố (揆素; 1703 - 1705), mẹ là Thứ Phu nhân Giang thị. Chết yểu.
9. Quỹ Hiển (揆顯; 1703 - 1748), mẹ là Thứ Phu nhân Triệu thị. Có chín con trai.
10. Quỹ Chiêm (揆占; 1704 - 1705), mẹ là Thứ Phu nhân Triệu thị. Chết yểu.